# Lanester
Lanester (in bretone: Lannarstêr) è un comune francese di 22 940 abitanti situato nel dipartimento del Morbihan nella regione della Bretagna.

## Storia

### Simboli
Lo stemma è stato presentato il 15 novembre 1974. La forma della punta rappresenta il territorio di Lanester che si protende come un triangolo nell'oceano, simboleggiato dalle fasce ondate d'argento e d'azzurro, tra i fiumi Scorff e Blavet. Il campo d'armellino ricorda l'appartenenza alla Bretagna.

## Società

### Evoluzione demografica
Abitanti censiti